# Rolla (Missouri)
Rolla é uma cidade localizada no estado americano de Missouri, no Condado de Phelps. Abriga o campus principal da Universidade de Ciência e Tecnologia do Missouri.

## Demografia
Segundo o censo americano de 2010, a sua população era de 19.559 habitantes.
Em 2016, foi estimada uma população de 20.075, um aumento de 516 (2,6%).

## Geografia
De acordo com o United States Census Bureau tem uma área de
29,3 km², dos quais 29,3 km² cobertos por terra e 0,0 km² cobertos por água. Rolla localiza-se a aproximadamente 352 m acima do nível do mar.

## Localidades na vizinhança
O diagrama seguinte representa as localidades num raio de 32 km ao redor de Rolla.